# Estádio José Sobrinho Barros
Estádio José Sobrinho Barros – stadion piłkarski, w Itaporanga, Paraíba, Brazylia, na którym swoje mecze rozgrywa klub Cruzeiro EC.